# ۲۱ آوریل
۲۱ آوریل صد و یازدهمین (صد و دوازدهمین در سال‌های کبیسه) روز سال در گاه‌شماری میلادی است. ۲۵۴ روز به پایان سال باقی‌است.

## رویدادها
- ۷۵۳ (پیش از میلاد) - پیدایش رم[نیازمند منبع]
- ۱۹۴۴ - زنان در فرانسه حق رأی به دست آوردند.[نیازمند منبع]

## زادروزها
- ۱۷۲۹ - کاترین دوم، فرمانروای روسیه (د. ۱۷۹۶)
- ۱۸۱۶ - شارلوت برونته، نویسنده انگلیسی (د. ۱۸۵۵)
- ۱۸۶۴ - ماکس وبر، اقتصاددان و جامعه‌شناس آلمانی (د. ۱۹۲۰)
- ۱۹۱۲ - مارسل کامو، کارگردان فرانسوی (د. ۱۹۸۲)
- ۱۹۲۳ - جان مورتیمر، وکیل و نویسنده انگلیسی (د. ۲۰۰۹)
- ۱۹۲۶ - الیزابت دوم، ملکه بریتانیا (د. ۲۰۲۲)
- ۱۹۳۲ - آیلین، کمدین آمریکایی
- ۱۹۴۷ - باربارا پارک، نویسنده آمریکایی کتاب‌های کودکان
- ۱۹۶۳ - جان کامرون میچل، کارگردان آمریکایی
- ۱۹۷۱ - مایکل ترنر، هنرمند آمریکایی کتاب کمیک (د. ۲۰۰۸)

## درگذشت‌ها
- ۱۹۱۰ - مارک تواین، نویسنده آمریکایی
- ۱۹۱۸ - مانفرد فون ریشتهوفن، خلبان تک‌خال آلمانی (۱۸۹۲)
- ۱۹۳۸ - اقبال لاهوری، فیلسوف و شاعر پاکستانی[۱]
- ۱۹۴۵ - والتر مدل، فیلدمارشال آلمانی (ز. ۱۸۹۱)
- ۲۰۲۳ - سلما الخضراء الجیوسی،  نویسنده، شاعر، دانشگاهی و مترجم فلسطینی.[۲]

## مناسبت‌ها
- روز ملی چای در بریتانیا[۳]